# Michele Reina
Michele Reina, né le 15 août 1930 à Palerme, mort le 9 mars 1979 à Palerme, est un homme politique italien. 
Secrétaire provincial de la Démocratie chrétienne de Palerme, il est le premier homme politique sicilien du XXe siècle tué par Cosa nostra.

## Biographie

### Carrière politique
Enfant de la classe moyenne, fils d'un directeur de la Banco di Sicilia et d'une femme au foyer, il fréquente le lycée classique Garibaldi de Palerme et est diplômé en droit. Il entre à son tour à Banco di Sicilia et devient fonctionnaire. De son mariage naissent trois filles.
Engagé tôt au sein de la Démocratie chrétienne, il est élu délégué provincial du mouvement des jeunes du parti. 
Ami fidèle de Salvo Lima et proche de Giovanni Gioia, il fait partie, comme Vito Ciancimino, des jeunes cadres qui, sous la tutelle de ces deux leaders, évincent les vieilles figures démocrates chrétiennes palermitaines pour prendre la tête de la ville et de la province, en se liant à la mafia. Ainsi appartient-il au premier conseil provincial de Palerme élu directement le 5 novembre 1961, et devient-il président provincial de 1962 à juillet 1964 à la tête d'une junte DC-PSDI, puis est remplacé par Francesco Urso. 
Porté par l'essor économique et politiques de la province, il accompagne la transformation du territoire par de nombreuses infrastructures routières : le périphérique de Bagheria, les routes San Mauro Castelverde-Gangi, Monreale-San Martino delle Scale et Valledolmo-Corleone, Aspra-Acqua dei Corsari, la liaison rapide entre Palerme et l'aéroport de Punta Raisi, la route panoramique du mont Pellegrino. Il concourt également à la création du consortium autoroutier Palerme-Messine. Il accentue aussi le financement de l'instruction publique et de l'aide sociale. 
Favorable à la collaboration inter-provinces, il est l'initiateur et le premier président de l'Union régionale des provinces siciliennes (URPS), et organise à Palerme de la 21e assemblée de l'Union des provinces italiennes (UPI). 
En 1968, il entre au conseil municipal de Palerme où il prend la tête du groupe DC communal, et en 1972 devient conseiller pour les impôts dans l'équipe de Giacomo Marchello. 
Il devient secrétariat provincial de la DC en mars 1976, après avoir lâché, comme Lima, Fanfani pour Andreotti. En effet, après les élections municipales de juin 1975, les courants de Lima, de Rosario Nicoletti et de Piersanti Mattarella s'accordent contre Giovanni Gioia pour négocier avec le PCI. Reina incarne alors le renouveau de la DC, croyant en une alliance large grâce à l'ouverture aux communistes, sans parvenir à les faire entrer dans la junte municipale de Palerme confiée à Carmelo Scoma. 
« Jovial, arrogant, grand joueur », « extraverti au point d'apparaître superficiel et insouciant », il est populaire auprès des électeurs de Palerme. La justice s’intéresse à lui en 1962 pour avoir accordé 15 millions de lires au social démocrate Casimiro Vizzini pour la construction d'un centre de formation professionnelle jamais construit (affaire conclue 15 ans après par la prescription des faits). Puis, en septembre 1977, à la suite d'une altercation avec un agent de police, il passe quelques heures en prison et est condamné à trois mois de prison avec sursis après avoir expliqué sa nervosité car craignant pour sa sécurité à cause de menaces reçues. En octobre 1978, la Cour des comptes lui reproche de ne pas avoir rendu sa voiture de service à la municipalité alors qu'il n'était plus adjoint.   
Étoile montante de la DC, il devait être candidat à la Chambre des députés lors des élections générales italiennes de juin 1979, pour succéder à Lima, candidat au Parlement européen. 

### Meurtre
Le 9 mars 1979 dans l'après-midi, Reina prononce un discours au congrès provincial du Parti communiste italien dans lequel il répète la volonté d'ouverture de la DC. Le soir, vers 22 h 20, après s'être rendu chez Nino Giammancheri, Reina monte dans son Alfetta 2000 avec sa femme et un couple d'amis, Mario Leto et son épouse, lorsque deux jeunes hommes au visage découvert sortent d'une Fiat Ritmo grise et tirent sur Reina, au cou, à la tête et à la poitrine, le tuant sur le coup.  
Le meurtre est immédiatement revendiqué au nom de l'organisation terroriste d'extrême gauche  Prima Linea par un appel téléphonique au Giornale di Sicilia : « Nous avons exécuté le mafieux Michèle Reina », ce que dément un autre appel quelques heures plus tard. La piste terroriste n'est pas privilégiée par les enquêteurs dirigés par Boris Giuliano et par Rocco Chinnici, à leur tour tués en juillet 1979 et juillet 1983, qui pensent à une stratégie de la mafia pour détourner les soupçons, théorie contestée par l'écrivain sicilien Leonardo Sciascia. 
Le repenti Tommaso Buscetta en juillet 1984, déclare à Giovanni Falcone et au directeur de Criminalpol Giovanni De Gennaro, que « L'honorable Reina a également été tuée sur mandat de Salvatore Riina ». Le 22 avril 1992 se tient le procès des commanditaires des « meurtres politiques », dont celui de Michele Reina. En avril 1999, la Cour suprême confirme la condamnation à la réclusion à perpétuité contre Salvatore Riina, Bernardo Provenzano, Pippo Calò, Michele Greco, Bernardo Brusca, Francesco Madonia et Antonino Geraci.